# Sonnerie de la cathédrale de Strasbourg
La sonnerie de la cathédrale de Strasbourg est constituée d’un ensemble de cloches pour la plupart contemporaines. La plupart des cloches anciennes ont en effet disparu à la Révolution et il n’en subsiste qu’un bourdon de 1427, une cloche de 1786 et les quatre cloches des heures coulées entre 1595 et 1787. Après être restée dans un état de grande pauvreté pendant près de deux siècles, la sonnerie est progressivement reconstruite à partir des années 1970. Sept nouvelles cloches sont ainsi fondues entre 1975 et 1976, trois entre 1987 et 2004 et encore quatre en 2015.
En 2024, la sonnerie de la cathédrale compte vingt cloches, dont quatre réservées aux heures. Ce nombre conséquent de cloches permet des sonneries riches en accords. Les sonneries cultuelles varient pour la plupart en fonction des fêtes et des temps liturgiques. Les fêtes importantes situées dans les temps forts du calendrier liturgique sont ainsi signalées par le recours à un plus grand nombre de cloches que les jours ordinaires.

## Histoire

### Sonnerie médiévale
Les informations conservées sur les cloches du Moyen Âge sont parcellaires et permettent surtout d’identifier les rôles et, plus rarement, l’emplacement de certaines cloches. En ce qui concerne les rôles, les sources évoquent la cloche de l’Angélus, celle de la messe, celle du sermon, celle des vêpres, celle des morts, celle des foires, celle du tocsin, celle des heures et celle des quarts.
La disposition des cloches dans la cathédrale a évolué au fil de la construction et des aménagements ultérieurs. Au Moyen Âge, le beffroi n’est pas installé dans la structure entre les deux tours qui porte ce nom aujourd’hui, mais au deuxième étage de la tour sud. Il y a peut-être été établi dès l’achèvement du premier étage vers 1316, comme pourrait l’indiquer la fonte d’une grosse cloche à cette date. La composition de la sonnerie et la localisation des cloches avant cette date n’est pratiquement pas connue, tout au plus une « grande cloche » est mentionnée en 1275. Cet ensemble a été détruit dans l’incendie de 1298. D’autres cloches semblent avoir été fondues à la même époque que le bourdon de 1316, notamment la Mord : citée pour la première fois en 1333 et refondue en 1379, cette cloche joue le rôle de tocsin et annonce les ouvertures et les fermetures de la foire Saint-Jean. Deux cloches à usage liturgiques, la Messeglocke et la Vesperglocke sont encore ajoutées en 1400 et 1402.
Déjà refondue en octobre 1407 par Eberlin Stegmenan, le bourdon de 1316 se fêle le 23 juillet 1426 en raison, d’après le chroniqueur rapportant l’événement, d’un usage trop intensif dû à la peste,. Un nouveau bourdon est commandé en 1427 à Hans Gremp, fondeur de cloches de l’Œuvre Notre-Dame, et fondu le 10 août de la même année sur l’actuelle place du Château. Plusieurs cloches sont ajoutées à la sonnerie dans la seconde moitié du XVe siècle : la Mittagsglocke, ou « cloche de midi », qui sonne l’Angélus de midi et la Ratsglocke, ou « cloche du conseil », coulée en 1473 par Thomas Jost, qui est à usage de la municipalité et sonne pour convoquer les conseils municipaux et tous les soirs avant le Judenbloss, sonnerie de trompe signifiant que tous les juifs doivent avoir quittés la ville.
Le beffroi actuel ne prend ce rôle qu’en 1521, lorsque la charpente de beffroi est reconstruite à cet emplacement par les charpentiers Médard von Landau et Hans Eckstein. L’opération est nécessaire afin de pouvoir y accrocher Marie, une cloche géante de vint-et-une tonnes. Marie  a été fondue deux ans plus tôt, le 13 décembre 1519, par Jörg von Speyer et installée le 24 août 1521. Elle sonne pour la première fois le 7 septembre de la même année, mais, moins de trois mois plus tard, elle se fêle en sonnant pour la messe de Noël,. Dernière cloche fondue au Moyen Âge, la Betglocke, ou « cloche de la prière » est fondue vers 1525 pour sonner à 5h ou 6h une prière instaurée à cette date par le conseil municipal.
D’autres cloches sont mentionnées, sans beaucoup d’informations supplémentaires : la Wetterglocke (« cloche du mauvais temps »), la Predigtglocke (« cloche du sermon »), la Sturmglocke (« cloche de l’attaque »), probablement un tocsin), la Feierabendglocke (« cloche de la fin de journée »), qui sonne le couvre-feu, la Torglocke (« cloche des porte »), la Schlaggglocke et la Nachschlagglocke, la première sonnant les heures et la second répétant la sonnerie de la première.

### Sonnerie moderne
Plusieurs anciennes cloches sont refondues ou remplacées au XVIIIe siècle, notamment la Mord en 1643 et la Betglocke en 1687. Ce n’est qu’entre 1786 et 1787 qu’un ajout majeur a lieu, avec la fonte de trois nouvelles cloches par Mathieu III Edel. La première est une grande cloche de volée de plus de deux tonnes, appelée Torglocke tandis que les deux autres sont de petites cloches devant sonner les quarts d’heure. La cathédrale compte ainsi seize cloches à la veille de la Révolution française,.
À la suite du décret du 23 juillet 1793 permettant la confiscation des cloches à usage religieux, les révolutionnaires s’emparent de toutes les cloches du beffroi, à l’exception du bourdon de 1427, qui est conservée pour les usages civils ; les cloches de l’horloge et la Torglocke ne sont, elles, pas concernées par ces déprédations.
Dès février 1806, Matthieu Edel coule pour la cathédrale trois nouvelles cloches : la Bienheureuse Vierge Marie ou Angelusglocke, qui pèse un peu plus de deux tonnes et sonne en si 2 pour l’Angélus ; la Saint-Laurent pesant 973 kg et sonnant en ré dièse 3 ; la Sainte-Catherine dont la masse est de 563 kg et qui sonne en fa dièse 3. Ces cloches rejoignent le bourdon de 1427 dans le beffroi et sont bénies le 23 mars 1806. La Sainte-Catherine se fêle toutefois en 1814 et est remplacée par une cloche similaire fondue par Jean Louis I Edel.

### Sonnerie contemporaine

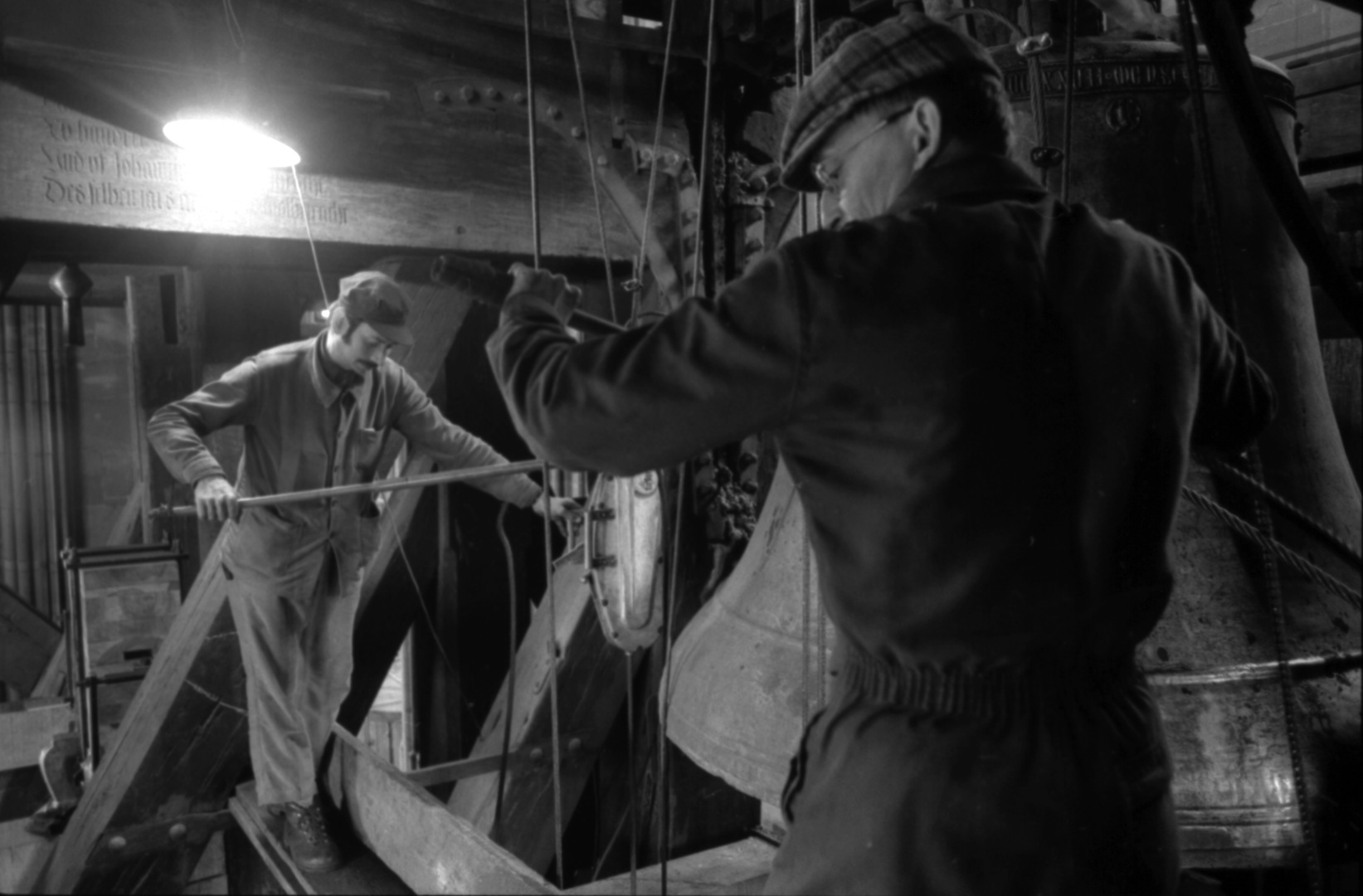
L’installation des sept cloches formant la nouvelle sonnerie en 1978.

Lorsque l’Angelusglocke se fêle en 1912, elle n’est pas remplacée. Sa place dans le beffroi est reprise par la Torglocke de 1786, qui se trouvait jusque-là dans la haute-tour. Cette remplaçante n’est toutefois plus utilisée pour sonner l’Angélus, mais le couvre-feu à 22h et prend alors le nom de Zehnerglocke.
Pendant la Première Guerre mondiale, le décret du 1er mars 1917 permet la réquisition des cloches des églises pour alimenter en métaux l’industrie militaire. Toutefois, bien que les trois cloches de 1806 et 1814 — l’Angelusglocke était restée stockée dans la cathédrale — aient été envoyées à Francfort pour être fondues, l’opération n’est pas réalisée et elles sont restituées en 1919. De même, malgré les dommages subis par la cathédrale pendant la Seconde Guerre mondiale, les cloches en réchappent sans dommage. À la fin de la Seconde Guerre mondiale, la cathédrale ne compte donc que les quatre cloches des heures et les quatre cloches du beffroi. Celles-ci sonnent ensemble pour les vêpres des grandes fêtes et les messes solennelles, mais le bourdon de 1427 n’est pas utilisé le reste du temps et seules les trois cloches Edel sonnent pour la messe du dimanche, tandis que les offices de semaine ne sont annoncés que par les deux plus petites.
Au début des années 1970 est lancé le projet de construire une nouvelle sonnerie pour la cathédrale, mais le projet est cependant retardé par la fêlure de la Zehnerglocke en 1973. Il reprend en 1975, le groupe de travail dirigé par le chanoine Jean Ringue décidant d’ajouter sept nouvelles cloches, qui sont fondues entre 1975 et 1976 et sonnent pour la première fois le 20 juillet 1978. L’une de ces cloches est offerte par l’archevêché de Fribourg-en-Brisgau tandis que les six autres sont financées par des donateurs anonymes. Les trois cloches Edel n’étant pas accordées sur le ton de la nouvelle sonnerie, les deux petites sont alors données à l’église du Dompeter, tandis que la Zehnerglocke ne sonne que seule ou avec les deux autres bourdons.
Cet ensemble est complété en 1987 par une cloche en sol bémol 3, en 1993 par une la bémol 4, puis en 2004 par une mi bémol 4, don de la Ville de Karlsruhe. Toutefois, deux ans plus tard, lors de la Pâques 2006 la mi bémol 3 de 1977 se fêle et est remplacée par une cloche neuve qui sonne pour la première fois en mars 2007. En 2010, la cathédrale compte donc seize cloches : dix pour la grande sonnerie du massif occidental, quatre pour l’horloge et deux dans la tour de croisée,. À l’occasion du millénaire de la fondation de la cathédrale en 2015, quatre cloches sont ajoutées dans la tour de croisée, portant le nombre total à vingt.

## Ordonnance de la sonnerie
L'idée de disposer d'une sonnerie dans laquelle les cloches sont en harmonie les unes avec les autres est contemporaine : au Moyen Âge, les cloches sont conçues individuellement et lorsqu'elles sont sonnées ensemble le résultat est probablement discordant et peu harmonieux. Par ailleurs, alors que les cloches ont longtemps mêlé usages civils et religieux, l’usage cultuel est progressivement devenu dominant depuis le XIXe siècle. Des sonneries civiles ne subsistent en 2020 que la sonnerie des heures, assurée par des cloches dédiées, et celle de 22h05 de la Zehnerglocke. Parmi les sonneries cultuelles, celle de l’Angélus est l’une des rares à être identique toute l’année. La prière du matin, introduite au XIVe siècle, est annoncée à 7h05 par la cloche do 4 ; celle du midi, instaurée le 15 août 1548, à 12h05 par la cloche Notre-Dame de la Paix (ré bémol 4) ; celle du soir, instaurée au XIIIe siècle, à 19h05 par la cloche mi bémol 3. L’autre sonnerie immuable est celle commémorant la mort du Christ, instituée en 1412. Originellement sonnée le vendredi à midi, elle a été déplacée à 15h en 1740. En 2020 elle a lieu à 15h05 pour éviter de sonner en même temps que les cloches des heures et est l’œuvre du second bourdon.
Les autres sonneries cultuelles varient selon les fêtes et les temps liturgiques. La sonnerie qui appelle à 8h45 à la messe du chapitre cathédral joue ainsi des accords différents selon la période liturgique – ordinaire, avent, Noël, Carême, Pâques, mais aussi selon la nature du jour : férie (jour ordinaire), mémoire, fête, solennité. Plus le jour est important au croisement de ces deux grilles de lecture et plus la sonnerie est riche en accords. Ainsi, seules les cloches fa 3 et sol bémol 3 sont utilisées pour un jour ordinaire en temps ordinaire, alors que les solennités en dehors du temps ordinaire font intervenir les cloches ré bémol 3, mi bémol 3, fa 3, la bémol 3, si bémol 3 et do 4.
Les sonneries annonçant les messes saturnales, dominicales et des grandes fêtes varient également à la fois selon la période de l’année et le type de messe. Il y a trois groupes d’annonces : le premier est celui du midi des samedis et veilles de fêtes, des messes de 9h30, 11h et des vêpres le dimanche et les jours de fête ; le deuxième est celui de la messe de 8h du dimanche et des jours de fêtes et le troisième celui des messes du soir des samedis, dimanches, veilles et jours de fêtes. Ces groupes sont croisés avec les temps liturgiques pour créer des sonneries uniques à chaque moment. Par exemple pour le premier groupe en temps ordinaire d’hiver seules le second bourdon et les cloches ré bémol 3, mi bémol 3 et sol bémol 3 sont utilisées, tandis que pour le même groupe au moment de Noël presque toutes les cloches sonnent à l’exception de la Zehnerglocke et de la sol bémol 3. Pour la même fête, les sonneries du groupe 2 utilisent en revanche les cloches mi bémol 3, la bémol 3, si bémol 3 et do 4. En plus de ces sonneries, le grand bourdon sonne également seul à 9h pour pré-annoncer la messe de 9h30. Par ailleurs, en-dehors des sonneries d’annonce, le second bourdon est sonné pendant la messe au moment de l’élévation.
Enfin, certaines messes et événements sont annoncés par des sonneries qui leur sont propres. La messe pour la France du 14 juillet est par exemple annoncée par une sonnerie de type Westminster, les grandes joies par le plénum. À l’opposé, les grands deuils sont annoncés par une sonnerie funèbre qui se caractérise par le recours au grand bourdon, au second bourdon et à la Zehnerglocke, auxquels sont adjointes les cloches Mi bémol 3 et La bémol 3.

## Description des cloches

### Grand bourdon

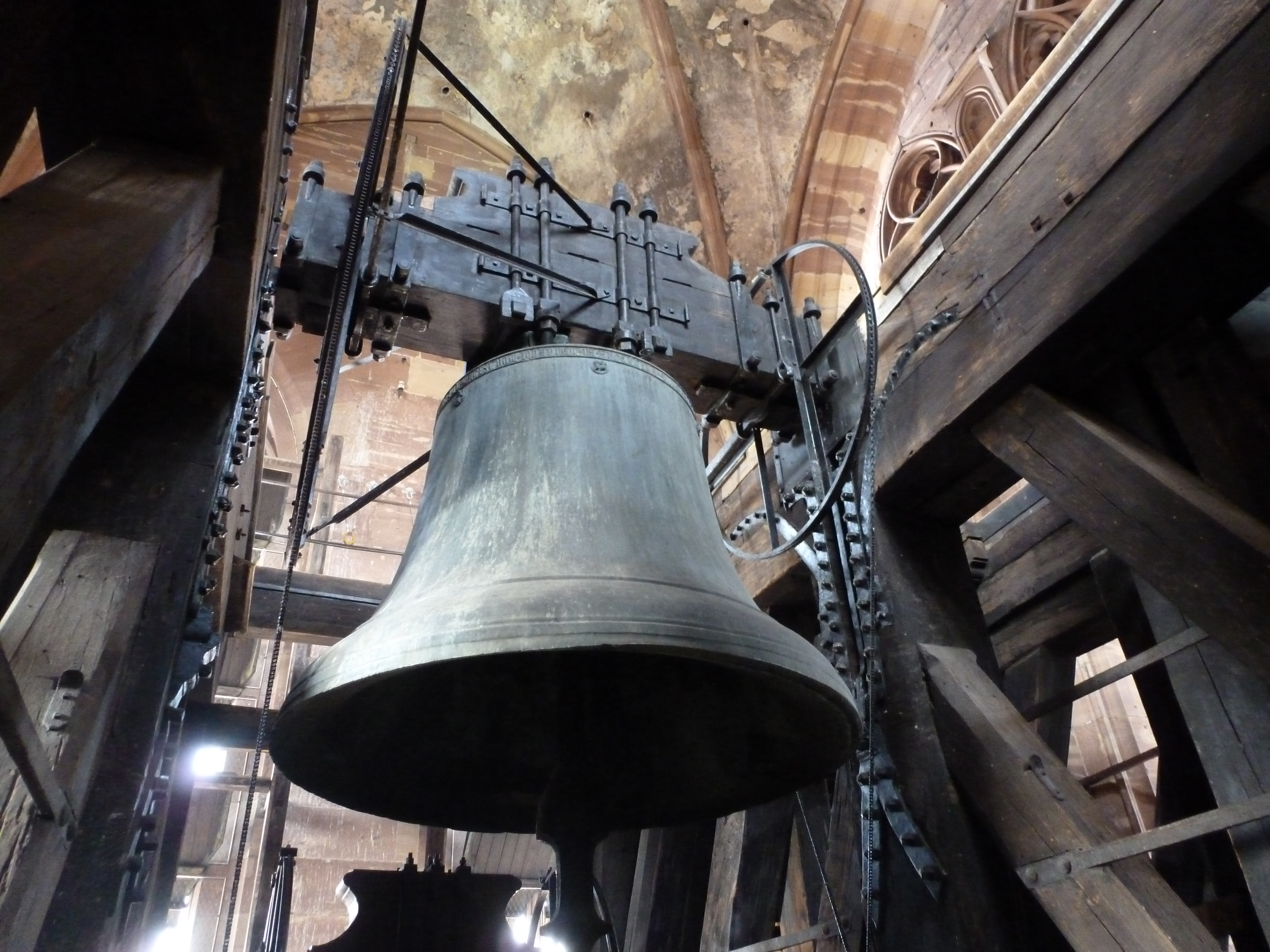
Le grand bourdon de 1427 à son emplacement dans le beffroi.

Le grand bourdon a été coulé le 10 août 1427 par Hans Gremp, afin de remplacer l’ancien bourdon qui s’est fêlé l’année précédente. Une dizaine d’années plus tard, en 1439, le cerveau de la cloche est percé afin de pouvoir l’accrocher, un problème au niveau de la couronne l’empêchant de remplir son rôle. Cette réparation semble n’avoir fonctionné que temporairement, car en 1544 le fondeur Gaspard Bender intervient de nouveau pour les mêmes raisons. Entretemps, en 1486, le battant a également dû être remplacé, celui d’origine s’étant brisé.
Dès le milieu du XVIe siècle, le conseil municipal décide de réduire les sonneries de cette cloche pour la préserver. Il est effet décidé en 1530 de ne plus l'utiliser pour sonner le glas ordinaire, puis en 1567 de la réserver au sermon du dimanche ainsi qu'à celui du mardi matin. En parallèle, la décision est prise de ne plus l'utiliser par temps froid, le risque de fêler une cloche étant plus important à basse température. Depuis le XVIIIe siècle, elle ne sonne plus que pour les grandes fêtes et grands deuils,. Cette cloche est classée monument historique depuis le 30 décembre 1982.
La cloche fait 222 cm de diamètre à la base pour environ neuf tonnes, avec un profil lourd, et sonne en la bémol 2. Elle est décorée d’une Vierge à l’Enfant et de quatre médaillons représentant les symboles des Évangélistes. Une inscription en latin fait le tour de la cloche, dont la traduction est « Au mois de juillet de l’an du Seigneur 1427, j’ai été coulée par maître Jean de Strasbourg – J’annonce les fêtes, la crainte, les nouvelles et la triste mort ».

### Second bourdon
Le second bourdon a été coulé en 1976 à Heidelberg, grâce au financement de donateurs, dans le cadre du projet de renouvellement de la sonnerie. La cloche mesure 175 cm de diamètre à la base pour 3 896 kg et sonne en si bémol 2. Elle est dédiée aux saints Jean-Baptiste et Jean Évangéliste afin de rappeler leur association avec la cathédrale dès le Moyen Âge.
Elle est décorée de fleurons et compte plusieurs inscriptions en latin : « À toi, Jésus, qui vient en tant que rédempteur du monde, la louange la plus haute avec le Père et l’Esprit pour les siècles éternels » sur les épaules, « Préparez la voie du Seigneur » sur les flancs, « Heureuse es-tu Strasbourg en ce sept-centième anniversaire de la consécration de ton élégante cathédrale et plus heureuse encore de la largesse des donateurs et du concert des cloches. Afin que tu sois la plus heureuse, nous appelons à travers le temps les chrétiens à l’unité, les peuples de l’Europe à s’unir, tous les peuples de la Terre à la paix du Christ » sur le bord inférieur. Cette dernière inscription est un chronogramme : la somme des lettres qui sont également des chiffres romains, soit LIXICIICCIIIIIMCVDI, donne 1975, année du 700e anniversaire de la consécration de la nef,.

### Zehnerglocke
Initialement appelée Torglocke, cette cloche de  a été coulée en 1786 par le fondeur strasbourgeois Matthieu Edel. Elle est alors placée dans un beffroi spécial en bois situé dans la haute-tour, à proximité des cloches des heures. Ce beffroi étant en mauvais état au début du XXe siècle, la cloche est déposée et mise en réserve en 1905, aucun espace n’étant disponible pour elle dans le beffroi principal. La dépose de l’Angelusglocke à la suite de sa fêlure en 1912 lui permet toutefois de retrouver une place dans la sonnerie, cette fois pour sonner le couvre-feu de 22h. Elle prend alors le nom de Zehnerglocke, « cloche de dix heures »,. Elle continue de sonner à cette heure par tradition, malgré la disparition du couvre-feu. En revanche, contrairement à ce qui est parfois rapporté, elle n’a jamais joué le moindre rôle dans le signal de la fermeture des portes de la ville, ni dans celui indiquant aux Juifs qu’ils devaient sortir des murs. Fêlée en juin 1973, elle est réparée par Hans Lachenmeyer à Nördlingen et est remise en place en 1974.
La Zehnerglocke pèse 2 225 kg et sonne en si 2.

### Notre-Dame de la Paix

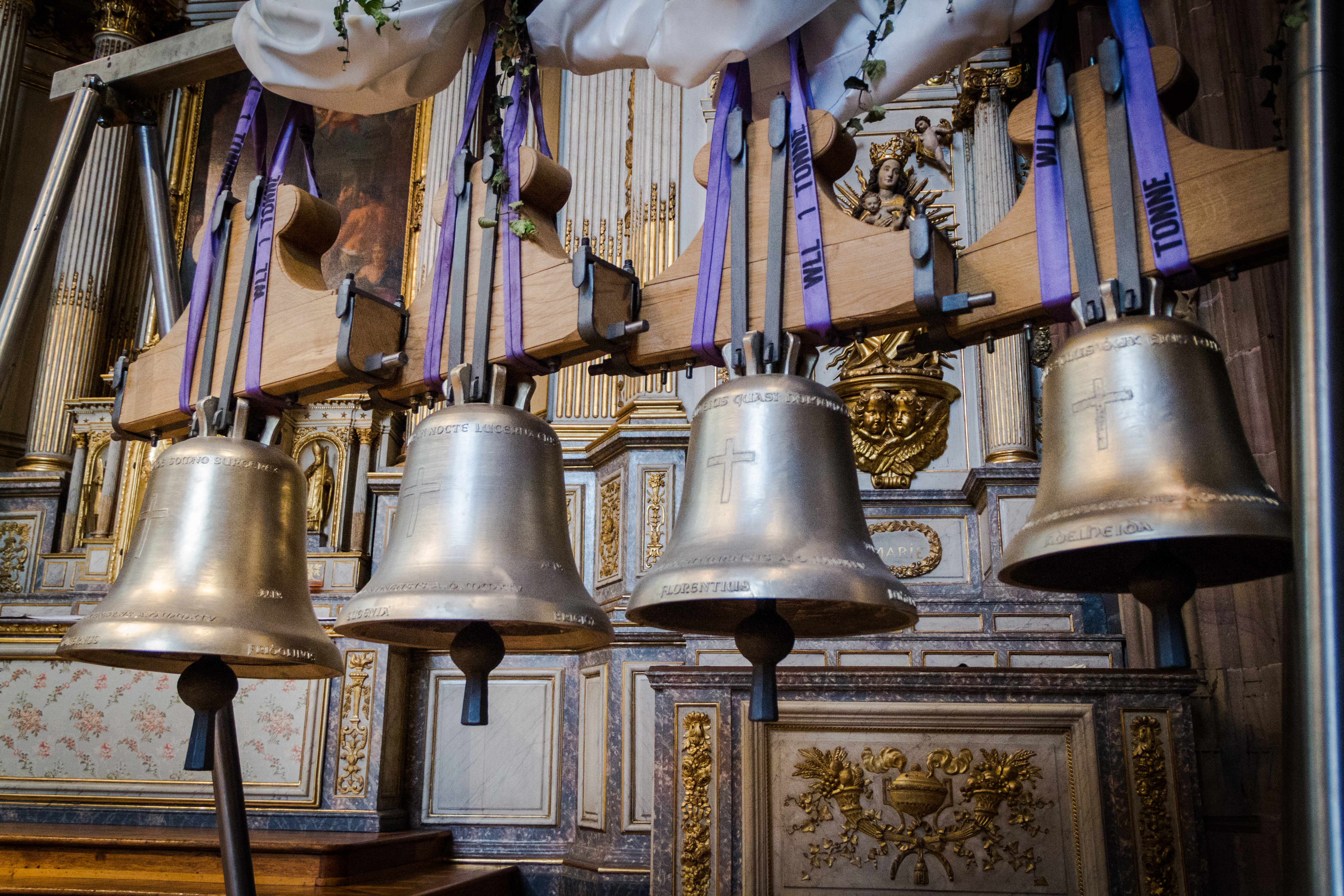
Les quatre nouvelles cloches ajoutées dans la tour de croisée à l’occasion du millénaire de la cathédrale en 2015.

La cloche ré bémol 3 est celle offerte par l'évêque de Fribourg-en-Brisgau et fondue à Heidelberg en 1975. Elle est par conséquent dédiée à la Vierge Marie, titulaire des cathédrales de Strasbourg et Fribourg, sous la forme de Notre-Dame de la Paix, ce don étant un appel à la réconciliation entre les deux pays,. Pesant 2 307 kg pour 1 456 mm de diamètre, elle porte sur le flanc une Vierge dessinée par l'artiste H. Mac Lean ainsi qu'une inscription signifiant « Marie reine de la paix + affermis la paix dans nos cœurs ». La pince porte quant à elle une inscription plus longue signifiant « Cette cloche faite par l'atelier de Frédéric-Guillaume Schilling a été offerte au diocèse de Strasbourg par l'archidiocèse de Fribourg en signe de charité fraternelle pour le septième centenaire de la consécration de son église cathédrale »,.

### Autres cloches de volée

#### Beffroi
La cloche mi bémol 3 a été fondue le 24 novembre 2006 à la fonderie Voegele de Koenigshoffen, qui l’a conçue avec le moine Michael Reuter de l’abbaye de Maria Laach. Elle remplace une cloche similaire fondue en 1977 qui s’est fêlée le 18 avril de la même année. Elle a été bénie à la cathédrale le 24 février 2007 et a sonnée pour la première fois au début de mois de mars. Elle sert notamment à annoncer l’Angélus à 19h. Cette cloche pèse 1 605 kg pour 1 305 mm de diamètre.
La cloche fa 3 a été fondue en 1977 à Heidelberg et est dédiée à des saints martyrs : Laurent, qui est également patron de la paroisse cathédrale, et Étienne, ainsi qu’André Bauer et Modeste Andlauer en tant que martyrs alsaciens. La cloche de 1 278 kg et 1 205 mm de diamètre porte sur les épaules une inscription en latin signifiant,.
La cloche la bémol 3 est dédiée au « pape alsacien » Léon IX et à de saints évêques : Amand et Arbogast en tant patrons du diocèse de Strasbourg ainsi que Martin et Boniface, représentant respectivement les apports bénéfiques de l’Ouest et de l’Est. Elle fait partie du groupe de cloches fondues en 1977 à Heidelberg et pèse 1 112 kg pour 1 123 mm de diamètre. Ses épaules portent une inscription en latin,.
La cloche si bémol 3 fait également partie du groupe fondu en 1977 à Heidelberg et porte des dédicaces sur le thèmes des saints moines : Benoît de Nursie pour son rôle globale dans le monachisme, Colomban de Luxeuil, Pirmin et Bernard de Clairvaux pour leur rôle d’évangélisateurs et les nombreuses abbayes qu’ils ont fondé dans la région. La cloche pèse 795 kg pour 1 006 mm de diamètre. Ses épaules portent une inscription en latin,.
Dernière cloche de la série fondue en 1977 à Heidelberg, la cloche do 4 est dédiée aux saintes femmes : Odile de Hohenbourg et sa nièce Attale, qui représentent les saintes femmes alsaciennes, tandis que Élisabeth et Marie Madeleine sont le symbole du rôle qu’ont les femmes de servir le Christ. La cloche pèse 571 kg pour 898 mm de diamètre. Elle porte sur les épaules une inscription latine. Une autre inscription latine se trouve sur les flancs,.

#### Tour de croisée
La cloche la bémol 4 a été coulée le 2 avril 1993 à la fonderie de Karlsruhe. Le métal dont elle est composée provient des trois cloches de la chapelle du couvent du Bon-Pasteur, rasé en 1991. Le beffroi, le battant, le moteur et les autres accessoires sont un don de la fonderie Voegelé, tandis que l’entreprise Supper-Zedder a offert l’installation électrique. La nouvelle cloche est bénie par l’archevêque de Strasbourg le jour de Pâques, le 11 avril, puis son installation débute le 13 septembre 1993 pour s’achever à la fin du mois d’octobre, la cloche sonnant pour la première fois le 3 novembre. Coulée dans un profil ultra-lourd Spiranza, la cloche pèse 153 kg pour 558 mm de diamètre et porte deux versets en latin tirés de la Bible, le premier de l’Évangile selon Matthieu et le second du Psaume 138 (137), ainsi que le millésime. Le Psaume fait référence aux saints Anges auxquels est dédiée la cloche, tandis que le premier rappelle les enfants victimes des conflits dans le monde. À ce titre, la cloche sonne pour les prières dédiées à l’Europe et à la Paix, en plus de son rôle habituel d’appel à la première messe du matin et à celle du soir.

### Cloches des heures
Les cloches des heures sont au nombre de quatre. Les deux plus anciennes ont été fondues par Hans Jacob Miller en 1595 pour l’une et César Bonbon et Jean Rosier en 1691 pour l’autre. Ces deux cloches sont classées monuments historiques depuis le 30 décembre 1986,.

### Cloches disparues

#### Marie
Marie, aussi appelée Große Glocke ou Unsern Lieben Frauen zu Ehren Maria, est la plus grande cloche à avoir sonné dans la cathédrale. Fondue le 13 décembre 1519 par Jerg von Speyer, elle est installée, bénie et ointe le 24 août 1521 et sonne pour la première fois le 7 septembre de la même année. Elle se fêle toutefois trois mois plus tard lors de la sonnerie de la messe de Noël, peut-être à cause du froid. Avec ses 21 t pour 2,75 m de diamètre, Marie  est pendant sa courte existence la plus grosse cloche de la chrétienté,.

#### Mi bémol 3
La cloche mi bémol 3 fait partie de l’ensemble fondu en 1977 à Heidelberg. Elle se fêle lors de l’appel à la messe du chapitre le 18 avril 2006. Une réparation, bien que possible, aurait pu avoir des effets négatifs sur sa sonorité, ce qui n’est pas souhaitable en raison de l’importance de cette cloche dans l’ordonnance des sonneries, sans compter qu’en raison de son utilisation très fréquente la tenue dans le temps de la réparation ne pouvait être garantie. Il est par conséquent décider ne pas la réparer, mais de la remplacer par une cloche neuve. Dédiée aux saints Pierre, Paul, Marc et Jean, la cloche d’origine pesait 1 548 kg pour 1 288 de diamètre. Elle était ornée sur les épaules d’une inscription latine signifiant « Fais, ô Christ, que les trompettes célestes nous éveillent de notre lourd sommeil et que les lumières que tu as allumé chassent les ténèbres de nos esprits »,.

## Beffroi
Le terme beffroi désigne deux éléments à la cathédrale de Strasbourg : d'une part la structure en bois à laquelle est accrochée une partie des cloches et, d'autre part, l'ouvrage de maçonnerie abritant cette structure. La structure en bois a été construite en 1521 par les charpentiers Médard de Landau et Hans Eckstein et prend la forme approximative d'un cube sur pilotis de neuf mètres de haut par dix de large. Prévu à l'origine pour sept ou huit cloches, il a été modifié en 1978 pour pouvoir en contenir une neuvième.

### Tableau récapitulatif des cloches en place en 2020
| Numéro | Nom/dédicataire                                        | Diamètre (mm) | Masse (kg) | Note        | Date de fonte | Fondeur                        | Emplacement     |
| ------ | ------------------------------------------------------ | ------------- | ---------- | ----------- | ------------- | ------------------------------ | --------------- |
| 1      | Grand bourdon                                          | 2 220         | env. 9 000 | la bémol 2  | 1427          | Hans Gremp                     | Beffroi         |
| 2,     | Second bourdon Saints Jean-Baptiste, Jean Évangéliste  | 1 749         | 3 896      | si bémol 2  | 1977          | Fonderie de Heidelberg         | Beffroi         |
| 3      | Zehnerglocke (précédemment Torglocke)                  | 1 580         | 2 225      | si 2        | 1786          | Matthieu Edel                  | Beffroi         |
| 4      | Notre-Dame de la Paix                                  | 1 456         | 2 307      | ré bémol 3  | 1975          | Fonderie de Heidelberg         | Beffroi         |
| 5      | -                                                      | 1 305         | 1 605      | mi bémol 3  | 2006          | Frère Michaël Fonderie Voegelé | Beffroi         |
| 6,     | Saints Laurent, Étienne, Modeste Andlauer, André Bauer | 1 205         | 1 278      | fa 3        | 1977          | Fonderie de Heidelberg         | Beffroi         |
| 7      | Sainte-Croix                                           | 1 137         | 1 052      | sol bémol 3 | 1987          | Fonderie de Karlsruhe          | Beffroi         |
| 8,     | Saints Léon IX, Amand, Arbogast, Martin, Boniface      | 1 123         | 1 122      | la bémol 3  | 1977          | Fonderie de Heidelberg         | Beffroi         |
| 9,     | Saint Benoît, Colomban, Pirmin, Bernard                | 1 006         | 795        | si bémol 3  | 1977          | Fonderie de Heidelberg         | Beffroi         |
| 10,    | Saintes Odile, Attale, Élisabeth, Madeleine            | 898           | 571        | do 4        | 1977          | Fonderie de Heidelberg         | Beffroi         |
| 11     | Cloche européenne de la paix                           | 727           | 304        | mi bémol 4  | 2004          | Fonderie de Karlsruhe          | Tour de croisée |
| 12     | Saints Anges                                           | 558           | 153        | la bémol 4  | 1993          | Fonderie de Karlsruhe          | Tour de croisée |
| 13     | -                                                      | 504           | 104        | si bémol 4  | 2014          | Fonderie Voegele               | Tour de croisée |
| 14     | -                                                      | 464           | 84         | do 5        | 2014          | Fonderie Voegele               | Tour de croisée |
| 15     | -                                                      | 437           | 73         | ré bémol 5  | 2014          | Fonderie Voegele               | Tour de croisée |
| 16     | -                                                      | 397           | 55         | mi bémol 5  | 2014          | Fonderie Voegele               | Tour de croisée |
| I      | -                                                      |               | env. 5 000 | si 2        | 1595          | Jean-Jacques Miller            |                 |
| II     | -                                                      |               | env. 2 100 | do 3        | 1691          | Jean Rosier César Bonbon       |                 |
| III    | -                                                      |               | 778        | sol bémol 3 | 1787          | Matthieu Edel                  |                 |
| IV     | -                                                      |               | 423        | si bémol 3  | 1787          | Matthieu Edel                  |                 |